# Niebieski szlak turystyczny Jedlnica – Żarczyce
 Niebieski szlak turystyczny Jedlnica – Żarczyce – szlak turystyczny na terenie Gór Świętokrzyskich.

## Opis szlaku
Szlak im. Stanisława Konarskiego

## Przebieg szlaku
| Odległość | Atrakcje        | Punkt             | Skrzyżowania szlaków            |
| --------- | --------------- | ----------------- | ------------------------------- |
| 0,0 km    |                 | Jedlnica PKS      | Wierna Rzeka – Chęciny          |
| 2,0 km    | kościół · ruiny | Bolmin            |                                 |
| 6,5 km    | skały           | Czubatka          |                                 |
| 12,0 km   | kościół         | Małogoszcz PKS    | Małogoszcz – Rezerwat Milechowy |
| 21,0 km   |                 | Żarczyce Duże PKS |                                 |